# Varga Árpád (emlékíró)
Varga Árpád (Nagyenyed, 1916. február 7. – Dés, 1998. augusztus 11.) erdélyi magyar emlékíró.

## Életútja
Középiskolai tanulmányait a Bethlen Gábor Kollégium tanítóképzőjében végezte (1936). Kántortanító volt többek között Fickón, majd katonai szolgálatát letöltve Désaknán. 1944-ben behívták katonának, szovjet fogságba esett, Szibériából került haza 1948-ban. 1950–78 között orosz nyelvet tanított Désen, közben 1951–56 között orosz nyelvtanári diplomát szerzett a bukaresti Makszim Gorkij Főiskola levelező tagozatán.
Megírta szibériai fogságának történetét, kéziratából halála után a Szabadság 1999-ben, majd Papp Annamária az általa szerkesztett Szögesdrót c. gyűjteményes kötetben (Sepsiszentgyörgy, 2001) közölt részleteket.